# Irving Park (métro de Chicago)
Pour les articles homonymes, voir Irving Park.
Irving Park est une station de la ligne bleue du métro de Chicago située au nord-ouest du Loop dans la médiane de la Kennedy Expressway à proximité du secteur de Irving Park.

## Histoire
Elle fut ouverte dans le cadre de la Kennedy Extension de la ligne bleue vers Jefferson Park en 1970.  Construite, comme les autres stations avoisinantes, sur base des plans du cabinet d’architectes Skidmore, Owings & Merrill, Irving Park est différente, elle ne passe pas sous les croisements de la Kennedy Expressway et des rues mais elle l’enjambe à hauteur de Irving Park Road et de Pulaski Road.
Ceci signifie que l’entrée principale se trouve sous les voies et non au-dessus comme dans les autres stations qui se trouvent dans la médiane de la Kennedy Expressway. L'aménagement de la station se distingue également par la longueur de ses quais, elle peut accueillir des rames de 10 wagons pour 8 à ses consœurs. Ceci s’explique par la présence d’une deuxième entrée à hauteur de Pulaski Road.  
Au début des années 1980, la Chicago Transit Authority (CTA), aux prises avec des difficultés financières a cherché à diminuer ses couts d’exploitation à Irving Park. À partir du 24 février 1982, la présence d’un employé de la CTA n’est plus assurée qu’aux heures de pointe.
Le 10 février 1998, la Chicago Transit Authority ferme l’entrée sur Pulaski Road.  Elle sera rouverte en octobre 1998 mais sans cabine d’agent désormais remplacée par un distributeur de billets automatique. 
1.220.056 passagers l’ont utilisée en 2008.

## Les correspondances avec le bus
Avec les bus de la Chicago Transit Authority :
- #X54 Cicero Express
- #56 Milwaukee
- #56A North Milwaukee
- #68 Northwest Highway
- #81 Lawrence (Owl Service)
- #81W West Lawrence
- #85 Central
- #85A North Central
- #88 Higgins
- #91 Austin
- #92 Foster

## Dessertes
| Nord/Ouest            |  |             |  | Sud/Est                  |
| --------------------- |  | ----------- |  | ------------------------ |
| Montrose vers O'Hare  |  | ligne bleue |  | Addison vers Forest Park |
| modifier sur Wikidata |  |             |  |                          |